# Лостант (Іллінойс)
Лостант (англ. Lostant) — селище (англ. village) в США, в окрузі Ла-Салл штату Іллінойс. Населення — 423 особи (2020).

## Географія
Лостант розташований за координатами 41°8′25″ пн. ш. 89°3′41″ зх. д. / 41.14028° пн. ш. 89.06139° зх. д. (41.140213, -89.061406).  За даними Бюро перепису населення США в 2010 році селище мало площу 1,02 км², уся площа — суходіл. В 2017 році площа становила 2,91 км², уся площа — суходіл.

## Демографія
Згідно з переписом 2010 року, у селищі мешкало 498 осіб у 188 домогосподарствах у складі 139 родин. Густота населення становила 490 осіб/км².  Було 207 помешкань (203/км²).
Расовий склад населення:
| - 98,2 % — білих - 1,4 % — азіатів |

До двох чи більше рас належало 0,2 %. Частка іспаномовних становила 1,6 % від усіх жителів.
За віковим діапазоном населення розподілялося таким чином: 25,9 % — особи молодші 18 років, 56,4 % — особи у віці 18—64 років, 17,7 % — особи у віці 65 років та старші. Медіана віку мешканця становила 37,7 року. На 100 осіб жіночої статі у селищі припадало 89,4 чоловіків;  на 100 жінок у віці від 18 років та старших — 98,4 чоловіків також старших 18 років.
Середній дохід на одне домашнє господарство  становив 62 090 доларів США (медіана — 55 313), а середній дохід на одну сім'ю — 68 758 доларів (медіана — 60 938). Медіана доходів становила 46 250 доларів для чоловіків та 30 625 доларів для жінок. За межею бідності перебувало 7,0 % осіб, у тому числі 12,0 % дітей у віці до 18 років та 5,7 % осіб у віці 65 років та старших.
Цивільне працевлаштоване населення становило 185 осіб. Основні галузі зайнятості: освіта, охорона здоров'я та соціальна допомога — 19,5 %, роздрібна торгівля — 17,3 %, виробництво — 15,1 %.